# Bythinella isolata
Bythinella isolata is een slakkensoort uit de familie van de Hydrobiidae. De wetenschappelijke naam van de soort is voor het eerst geldig gepubliceerd in 2006 door Boeters.